# Баракли (Саръшабанско)
Вижте пояснителната страница за други значения на Баракли.
Баракли (на гръцки: Στενωπό, Стенопо, катаревуса: Στενωπόν, Стенопон, до 1926 година Μπαρακλή, Баракли или Байракли, Μπαϊρακλή) е бивше село в Гърция, разположено на територията на дем Места (Нестос), административна област Източна Македония и Тракия.

## География
Баракли е било разположено на 240 m надморска височина в Урвил (Ори Леканис), северозападно от Макрихори (Узункьой) при устието на река Саут дере в Чайлики.

## История

### В Османската империя
В XIX век Баракли е село в Саръшабанска каза на Османската империя. На австро-унгарската военна карта е отбелязано като Байракли (Bajkarli). Съгласно статистиката на Васил Кънчов („Македония. Етнография и статистика“) към 1900 година Баракли е турско селище и в него живеят 320 турци.

### В Гърция
В 1913 година селото попада в Гърция след Междусъюзническата война. През 20-те години турското му население се изселва по споразумението за обмен на население между Гърция и Турция след Лозанския мир и на негово място са заселени гърци бежанци, които в 1928 година са 41 семейства със 159 души.
Българска статистика от 1941 година показва 300 жители.
Жителите на селото се изселват окончателно през 70-те години на XX век.
| Година    | 1913 | 1920 | 1928 | 1940 | 1951 | 1961 | 1971 | 1981 | 1991 | 2001 | 2011 | 2021 |
| --------- | ---- | ---- | ---- | ---- | ---- | ---- | ---- | ---- | ---- | ---- | ---- | ---- |
| Население | 315  | 216  | 168  | 270  | 161  | 140  | 35   |      |      |      |      |      |